# 5 mars en sport
5 février 5 avril
Chronologies thématiques
- Croisades
- Ferroviaires
- Disney

Le 5 mars (64e jour de l'année ou 65e en cas d'année bissextile) en sport.

## Événements

### XIXesiècle
- 1864 :
  - (Athlétisme) : première rencontre universitaire d’athlétisme Oxford-Cambridge.
- 1867 :
  - (Football) : finale de la Youdan Cup, première compétition de football de l'histoire, à Bramall Lane. Hallam remporte la coupe d'argent mise en jeu par le sponsor Tommy Youdan en s'imposant 2-0 face à Norfolk.
- 1870 :
  - (Football) : match de football international non officiel entre l'Angleterre et l'Écosse à Londres (Kennington Oval) : 0-0.
- 1877 :
  - (Football) : à Wrexham (Acton Park), l'Écosse s'impose 0-2 face au Pays de Galles. 4 000 spectateurs.
  - (Rugby à XV) : l'Écosse s'adjuge la Calcutta Cup en battant l'Angleterre dans l'arène de Raeburn Place sur le score de 3 à 0[1].
- 1887 :
  - (Rugby à XV /Tournoi britannique) : l'Angleterre fait match nul un partout avec l'Écosse à Manchester[2].

### XXesièclede1951à2000
- 1977 :
  - (Formule 1) : Grand Prix automobile d'Afrique du Sud.
  - (Rugby à XV) : troisième victoire en trois matches dans le Tournoi des Cinq Nations pour le XV de France qui bat l'Écosse au Parc des Princes sur le score de 23-3.

### XXIesiècle
- 2016 :
  - (Biathlon /Championnats du monde) : sur le sprint masculin, victoire du Français Martin Fourcade devant le norvégien Ole Einar Bjørndalen et l'Ukrainien Serhiy Semenov puis sur le sprint féminin, victoire de la norvégienne Tiril Eckhoff suivi de la Française Marie Dorin-Habert et de l'Allemande Laura Dahlmeier.
  - (Cyclisme sur piste /Championnats du monde) : chez les hommes, sur l'omnium, victoire du Colombien Fernando Gaviria suivi du Belge Roger Kluge et de l'Australien Glenn O'Shea puis sur la vitesse individuelle, victoire du Britannique Jason Kenny suivi de l'Australien Matthew Glaetzer et le Français Denis Dmitriev. Chez les femmes, sur la course aux points, victoire de la Polonaise Katarzyna Pawłowska suivi de la Canadienne Jasmin Glaesser et la Cubaine Arlenis Sierra.
- 2021 :
  - (Voile /Course au large en solitaire) : avec l’arrivée de Ari Huusela se ferme la ligne d’arrivée de ce 9e Vendée Globe. Ce vendredi, le Finlandais franchi la ligne d’arrivée des Sables-d’Olonne après 116 jours, 18 heures, 15 minutes et 46 secondes de course autour du monde en solitaire, sans escale et sans assistance. Il termine ainsi à la 25e et dernière place, plus de 36 jours après le vainqueur Yannick Bestaven.
- 2023 :
  - (  Formule 1 ) : Grand prix de   Bahrain, remporté par Max Verstappen

## Naissances

### XIXesiècle
- 1863 :
  - Patrick Bowes-Lyon, joueur de tennis britannique. († 5 octobre 1946).
- 1876 :
  - Elisabeth Moore, joueuse de tennis américaine. Victorieuse des US Open 1896, 1901, 1903 et 1905. († 22 janvier 1959).
- 1886 :
  - Paul Radmilovic poloïste et nageur britannique. Champion olympique du relais 4 × 200 m nage libre et du water-polo aux Jeux de Londres 1908 puis champion olympique de water-polo aux Jeux de Stockholm 1912 et aux Jeux d'Anvers 1920. († 29 septembre 1968).
- 1887 :
  - Hector Goetinck, footballeur belge. (17 sélections en équipe nationale). († 26 juin 1944).
- 1890 :
  - Pol Morel, footballeur français. (2 sélections en équipe de France). († 28 septembre 1915).
- 1895 :
  - Lawrence Shields, athlète de demi-fond américain. Champion olympique du 3 000 m par équipes et médaillé de bronze du 1 500 m aux Jeux d'Anvers 1920. († 19 février 1976).

### XXesièclede1901à1950
- 1908 :
  - Christian Boussus, joueur de tennis français. Vainqueur des Coupe Davis 1929, 1930, 1931 et 1932. († 12 août 2003).
  - Ludwig Goldbrunner, footballeur puis entraîneur allemand. (39 sélections en équipe nationale). († 26 septembre 1981).
- 1913 :
  - Josef Stroh, footballeur puis entraîneur autrichien. (17 sélections en équipe nationale). († 7 janvier 1991).
- 1918 :
  - Milt Schmidt, hockeyeur sur glace puis entraîneur canadien. († 4 janvier 2017).
  - Red Storey, joueur de football canadien puis arbitre canadien. († 15 mars 2006).
- 1924 :
  - Roger Marche, footballeur français. (63 sélections en équipe de France). († 1er novembre 1997).
- 1925 :
  - Roger Bédard, hockeyeur sur glace puis entraîneur canadien. († 5 octobre 2003).
- 1926 :
  - Lily Carlstedt, athlète de lancers danoise. Médaillée de bronze du javelot aux Jeux de Londres 1948. († 14 juin 2002).
- 1927 :
  - Marko Valok, footballeur puis entraîneur yougoslave. (6 sélections en équipe nationale). Sélectionneur de l'équipe de Birmanie de 1959 à 1963 et de l'équipe de Yougoslavie en 1977. († 30 septembre 2024).
- 1928 :
  - Robert McMillen, athlète de demi-fond américain. Médaillé d'argent du 1 500 m aux Jeux d'Helsinki 1952. († 1er avril 2007).
- 1929 :
  - Erik Carlsson, pilote de rallyes automobile suédois. († 27 mai 2015).
- 1930 :
  - John Ashley, arbitre de hockey sur glace canadien. († 5 janvier 2008).
- 1936 :
  - Claude Mantoulan, joueur français de rugby à XV et de rugby à XIII († 9 septembre 1983).
  - Vladimir Maslatchenko, footballeur soviétique († 28 novembre 2010).
- 1937 :
  - Claude Bourquard, escrimeur français, médaillé olympique en 1964.
- 1939 :
  - Judy Grinham, nageuse britannique. Championne olympique du 100m dos aux Jeux de Melbourne 1956.
- 1940 :
  - Claude Lacaze, joueur de rugby à XV et XIII français. Vainqueur des Tournois des Cinq Nations 1962 et 1967 et du Grand Chelem 1968. (33 sélections avec l'équipe de France de rugby à XV).
  - Sepp Piontek, joueur (international allemand) puis entraîneur de football allemand.
- 1944 :
  - Charly Grosskost, cycliste sur route et sur piste français. († 19 juin 2004).
- 1946 : 
  - Jean-Pierre Betton, footballeur français.
- 1947 :
  - Kent Tekulve, lanceur de baseball américain.
- 1948 :
  - Jan van Beveren, footballeur néerlandais. Vainqueur de la Coupe UEFA 1978. (32 sélections en équipe nationale). († 26 juin 2011).
- 1949 :
  - Leszek Błażyński, boxeur polonais. Médaillé de bronze des -51 kg aux Jeux de Munich 1972 puis aux Jeux de Montréal 1976. Champion d'Europe de boxe amateur des -51 kg 1977. († 6 août 1992).

### XXesièclede1951à2000
- 1951 :
  - Rickard Ågren, joueur de hockey sur glace suédois.
  - Leslie Mottram, arbitre de football écossais.

- 1952 :
  - Noriko Matsuda, joueuse de volley-ball japonaise.
- 1957 : 
  - Hubert Bourdy, cavalier international de concours de saut d'obstacles français.
- 1960 :
  - Paul Drayson pilote de course automobile puis homme d'affaires et homme politique britannique.
  - Siegfried Wentz, athlète allemand spécialiste du décathlon.
- 1961 :
  - Thomas Müller, skieur allemand.
- 1962 :
  - Elise Burgin, joueuse de tennis américaine.
  - Jesús Miguel Rollán, joueur espagnol de water polo († 11 mars 2006).
  - Brian Thompson, navigateur britannique. Vainqueur du Trophée Jules-Verne 2012.
- 1966 :
  - Gus Caesar, footballeur anglais.
  - Michael Irvin, joueur de foot U.S. américain.
- 1967 : 
  - Nicole Boegman, athlète australienne.
- 1968 :
  - Gennaro Di Napoli, athlète de demi-fond et de fond italien.
- 1972 :
  - Brian Grant, basketteur américain.
  - Hernán Gumy, joueur de tennis puis entraîneur argentin.
  - Nicole Ramalalanirina, athlète française spécialiste du 100 mètres haies.
  - Mikael Tillström, joueur de tennis suédois.
- 1973 :
  - Clothilde Magnan, escrimeuse française.
  - Nicole Pratt, joueuse de tennis australienne.
- 1974 :
  - Larbi Benboudaoud, judoka français. Médaillé d'argent des -66 kg aux Jeux de Sydney 2000. Champion du monde de judo des -66 kg 1999. Champion d'Europe de judo des -66 kg 1998 et 1999.
  - Jens Jeremies, footballeur allemand. Vainqueur de la Ligue des champions 2001. (55 sélections en équipe nationale).
- 1975 :
  - Luciano Burti, pilote de F1 brésilien.
  - Delloreen Ennis-London, athlète de haies jamaïcaine.
  - Sergueï Valerievitch Ivanov, cycliste sur route russe. Vainqueur du Tour de Pologne 1998 et de l'Amstel Gold Race 2009.
- 1976 :
  - Šarūnas Jasikevičius, joueur lituanien de basket-ball.
  - Paul Konerko, joueur de baseball américain.
  - Adriana Serra Zanetti, joueuse de tennis italienne.
- 1977 :
  - Taismary Agüero, joueuse de volley-ball italienne d'origine cubaine.
  - Wally Szczerbiak, basketteur américain.
- 1978 :
  - Paul Helcioiu, basketteur roumain.
- 1979 : 
  - Corsley Edwards, basketteur américain.
- 1980 :
  - Julien Figved, joueur de hockey sur glace français.
- 1981 :
  - Christian Knees, cycliste sur route allemand.
  - Fernando Menegazzo, footballeur brésilien.
- 1982 :
  - Daniel Carter, joueur de rugby à XV néo-zélandais. Champion du monde de rugby à XV 2011 et 2015. Vainqueur des Tri-nations 2003, 2005, 2006, 2007, 2008, 2010, et des The Rugby Championship 2012 et 2013. (112 sélections en équipe nationale).
  - Thierry Fabre, judoka français, médaillé de bronze des -100kg aux Mondiaux 2010.
- 1983 :
  - Jean-Jacques et Dominique Beovardi, judokas et jujitsuka français.
  - Julien Ielsch, footballeur français.
- 1984 :
  - Guillaume Hoarau, footballeur français. (5 sélections en équipe de France).
  - Marcello Miani, rameur italien. Champion du monde d'aviron de quatre de couple poids légers 2004 et champion du monde d'aviron de skiff poids légers 2010. Champion d'Europe d'aviron de skiff poids légers 2010.
  - Marcello Miani, rameur italien.
  - Dean Mumm, joueur de rugby à XV australien. Vainqueur du The Rugby Championship 2015. (57 sélections en équipe nationale).
  - Thomas Renault, footballeur français.
- 1985 :
  - Samu Manoa, joueur de rugby à XV américain. (22 sélections en équipe nationale).
  - David Marshall, footballeur écossais. (40 sélections en équipe nationale).
  - Stanislau Shcharbachenia, rameur d'aviron biélorusse.
  - Willem Viljoen, joueur sud-africain de badminton.
  - Aleš Vodseďálek, coureur du combiné nordique tchèque.
- 1986 :
  - Mahmoud Abdelrazek, footballeur égyptien.
  - Hikairo Forbes, joueur de rugby à XV néo-zélandais.
  - Michel Ipouck, basketteur franco-camerounais.
  - Stéphane Tempier, coureur cycliste français, spécialiste du VTT.
- 1987 :
  - Anna Chakvetadze, joueuse de tennis russe. Victorieuse de la Fed Cup 2007.
  - Blaž Kavčič, joueur de tennis slovène.
  - Liang Wenbo, joueur de snooker chinois.
- 1988 :
  - Sergey Chernik, footballeur biélorusse. (19 sélections en équipe nationale)
  - Illya Kvasha, plongeur ukrainien. Médaillé de bronze du tremplin à 3 m aux Jeux de Pékin 2008. Champion d'Europe de plongeon du tremplin à 1 m 2008, 2012, 2013 et 2016 puis champion d'Europe de plongeon du tremplin à 1 m et à 3 m 2009 et 2010.
  - Damien Plessis, footballeur français.
  - Bjarni Viðarsson, footballeur international islandais.
- 1989 :
  - Iaroslav Khabarov, hockeyeur russe.
  - Victor Muffat-Jeandet, skieur alpin français. Médaillé d'argent du combiné aux Jeux de Pyeongchang 2018.
- 1990 :
  - Alana Blanchard, surfeuse hawaïenne.
  - Mason Plumlee, basketteur américain. Champion du monde de basket-ball masculin 2014. (9 sélections en équipe nationale).
  - Alex Smithies, footballeur anglais.
  - Mason Plumlee, basketteur américain.
  - Rubén Pros, athlète espagnol.
  - İlham Tanui Özbilen, athlète de demi-fond kényan.
  - Gianfranco Zilioli, cycliste sur route italien.
- 1991 :
  - Rogelio Funes Mori, footballeur argentin puis mexicain. Vainqueur de la Ligue des champions de la CONCACAF 2019. (1 sélection avec l'équipe d'Argentine et 5 avec celle du Mexique).
  - Michael Hayböck, sauteur à ski autrichien. Médaillé d'argent par équipes aux Jeux de Sotchi 2014.
  - Vicky Losada, footballeuse espagnole. (58 sélections en équipe nationale).
- 1992 :
  - Aleksandra Mierzejewska, haltérophile polonaise. Championne d'Europe d'haltérophilie des +90kg 2018.
- 1993 :
  - Alexis Gougeard, cycliste sur route français.
  - Harry Maguire, footballeur anglais. (26 sélections en équipe nationale).
  - Youssouf Sabaly, footballeur franco-sénégalais. (2 sélections avec l'équipe du Sénégal).
- 1994 :
  - Daria Gavrilova, joueuse de tennis russe puis australienne.
  - Kenan Karaman, footballeur germano-turc. (23 sélections avec l'équipe de Turquie).
  - Sajjad Mashayekhi, basketteur iranien.
  - Brigitte Ntiamoah, athlète de sprint française. Médaillée d'argent du relais 4 × 400 m aux CE d'athlétisme 2016.
- 1995 :
  - Daouda Bamba, footballeur ivoirien.
  - Diamond DeShields, basketteuse américaine.
  - Mouez Hassen, footballeur franco-tunisien. (12 sélections avec l'équipe de Tunisie).
- 1996 :
  - Nicole Billa, footballeuse autrichienne. (67 sélections en équipe nationale).
  - Gabriel Boschilia, footballeur brésilien.
  - Blessing Eleke, footballeur nigérian.
  - Emmanuel Mudiay, basketteur congolais.
- 1997 :
  - Grégory Bengaber, basketteur français.
  - Niko Hämäläinen, footballeur finlandais.
  - Romain Lagarde, handballeur français. Champion olympique aux Jeux de Tokyo 2020.Médaillé de bronze au Mondial 2019. Médaillé de bronze au CE 2018. (51 sélections en équipe de France).
- 1998 :
  - Veljko Birmančević, footballeur serbe. (2 sélections en équipe nationale).
  - Merih Demiral, footballeur turc. (19 sélections en équipe nationale).
  - Anthony Jullien, cycliste sur route français.
  - Killian Tillie, basketteur français.
- 1999 :
  - Josh Bowler, footballeur anglais.
  - Armando Obispo, footballeur néerlandais.
- 2000 :
  - Joël Ayayi, basketteur franco-béninois.
  - Víctor Chust, footballeur espagnol.
  - Mélanie de Jesus dos Santos, gymnaste française. Médaillée de bronze du concours général en individuelle aux CE de gymnastique artistique 2017, championne d'Europe de gymnastique artistique féminine au sol 2018 et du concours général individuel 2019.

### XXIesiècle
- 2001 :
  - Iyad Mohamed, footballeur franco-comorien. (2 sélections avec l'équipe des Comores).
- 2002 :
  - Thomas Crețu, joueur franco-roumain, international roumain de rugby à XV.
  - David Edvardsson, footballeur suédois.
  - Antoine Pothron, volleyeur français. (14 sélections en équipe de France).
- 2003 :
  - Yiánnis Konstantélias, footballeur grec.
  - Vladimir Miletić, footballeur serbe.
  - Robert Popa, footballeur roumain.
  - Nico Serrano, footballeur espagnol.
  - David Torres, footballeur espagnol.
- 2005 :
  - Jonny Yull, footballeur australien.

## Décès

### XXesièclede1901à1950
- 1944 :
  - Rudolf Harbig, 30 ans, athlète de demi-fond allemand. Médaillé de bronze du relais 4 × 400 m aux Jeux de Berlin 1936. Champion d'Europe d'athlétisme du 800 m et du relais 4 × 400 m 1938. Détenteur du record du monde du 400 m du 12 août 1939 au 2 juillet 1948, et du record du monde du 800 m du 15 juin 1939 au 3 août 1955. (° 8 novembre 1913).
- 1961 :
  - Fritiof Svensson, 64 ans, lutteur suédois. Médaillé de bronze des -60kg aux Jeux d'Anvers 1920. Champion du monde de lutte des -58kg 1922. (° 2 juin 1896).

### XXesièclede1951à2000
- 1960 :
  - Jorinus van der Wiel, 66 ans, coureur cycliste néerlandais. (° 15 août 1893).
- 1961 :
  - Léonhard Quaglia, 65 ans, joueur de hockey sur glace français. Champion d'Europe en 1924. (° 4 janvier 1896).
- 1977 :
  - Tom Pryce, 27 ans, pilote de F1 britannique. (° 11 juin 1949).
- 1990 :
  - Edmund Conen, 75 ans, footballeur puis entraîneur allemand. (28 sélections en équipe nationale). (° 10 novembre 1914).
- 1996 :
  - Fritz Huschke von Hanstein, 85 ans, pilote de course automobile allemand. (° 3 janvier 1911).
- 1999 :
  - Walter Diggelmann, 83 ans, cycliste sur route suisse. (° 11 août 1915).

### XXIesiècle
- 2006 :
  - Roman Ogaza, 53 ans, footballeur polonais. Médaillé d'argent aux Jeux de Montréal 1976. (21 sélections en équipe nationale). (° 17 novembre 1952).
- 2008 :
  - Bernard Antoinette, 93 ans, footballeur français. (2 sélections en équipe de France). (° 11 mars 1914).
- 2014 :
  - Annie Bataille, 62 ans, footballeuse française. (12 sélections en équipe nationale). (° 17 février 1952).
- 2015 :
  - Evelyn Furtsch, 100 ans, athlète américaine. Championne olympique du relais 4 × 100 mètres lors des Jeux de Los Angeles en 1932. (° 17 avril 1914).
- 2021 :
  - Margarita Maslennikova, 92 ans, fondeuse soviétique. Championne du monde du relais en 1954. (° 2 novembre 1928).